# Papá, soy una Zombi
Papá, soy una Zombi é um filme de animação comédia dramática espanhol de 2011 dirigido por Joan Espinach e Ricardo Ramón.

## Sinopse
O filme segue Dixie Grim, uma garota gótica de treze anos. Seu pai é um agente funerário recém-divorciado que tenta se conectar com sua filha, mas ela parece não querer nada com ele. Ela tem uma queda gigante por Ray, um garoto na escola que parece não saber que ela existe. Tudo dá errado quando ela testemunha seu melhor amigo aparentemente flertando com Ray. Com o coração partido, ela foge de cena.
Pouco depois, uma árvore cai em uma floresta e aparentemente a mata. Dixie acorda em um cemitério e descobre que se tornou um zumbi. Lá ela conhece Ísis, uma múmia egípcia que ajuda Dixie e explica sua situação e sobre o mundo zumbi. Os dois amigos partem em busca de uma maneira de trazê-la de volta à vida. Ao longo do caminho, eles encontram Gonner, um pirata zumbi que planeja roubar o colar de Dixie, que acaba sendo uma chave poderosa que pode trazer os mortos de volta à vida. Gonner logo se vira e se junta à dupla.

## Elenco
- Paula Ribó como Dixie Malasombra
- Núria Trifol como Isis, Julia
- Ivan Labanda como Gonner
- Luis Posada como Ricardo Malasombra, Vitriol
- Roser Batalla como Nigreda / Sofía Malasombra
- Clara Schwarze como Brianna, Lilianna
- Elisabeth Bergalló como Piroska
- Albert Mieza como Fizcko
- Manuel Osto como History Professor
- Francesc Belda como Thorko